# زونیگورود
شهر زونیگورود (به روسی: Звенигород) در کشور روسیه و در اوبلاست مسکو واقع شده‌است.